# Plessis-de-Roye
 Plessis-de-Roye  es una población y comuna francesa, en la región de Picardía, departamento de Oise, en el distrito de Compiègne y cantón de Lassigny.

## Demografía
| 119 | 116 | 121 | 107 | 147 | 193 |
| Para los censos de 1962 a 1999 la población legal corresponde a la población sin duplicidades (Fuente: INSEE [Consultar]) |     |     |     |     |     |